# Savigny-le-Vieux
Savigny-le-Vieux település Franciaországban, Manche megyében. Lakosainak száma 402 fő (2022. január 1.). Savigny-le-Vieux Moulines, Landivy, Buais-les-Monts és Les Loges-Marchis községekkel határos.

## Népesség
A település népessége az elmúlt években az alábbi módon változott:
| Lakosok száma | 825  | 652  | 561  | 437  | 425  | 443  | 451  | 426  | 413  | 402  |
|               | 1968 | 1982 | 1990 | 2006 | 2013 | 2015 | 2017 | 2019 | 2020 | 2022 |